# Teodor Kufel
Teodor Kufel, ps. „Teoch”, „Ryszard Jankowski” (ur. 6 marca 1920 w Bielsku, zm. 17 października 2016 w Warszawie) – generał dywizji ludowego Wojska Polskiego, działacz komunistyczny, żołnierz Gwardii i Armii Ludowej, uczestnik powstania warszawskiego. Szef Wojskowej Służby Wewnętrznej (1964–1979), szef Polskiej Misji Wojskowej w Berlinie Zachodnim (1979-1981).

## Życiorys
Syn Antoniego i Stanisławy. Urodził się w powiecie płockim w rodzinie robotniczej. Po ukończeniu szkoły powszechnej rozpoczął działalność w Związku Młodzieży Wiejskiej „Wici”. W latach 1936–1938 był członkiem Komunistycznego Związku Młodzieży Polski, za co został aresztowany pod koniec 1937.

### Służba wojskowa

#### II wojna światowa
W 1940 był jednym z organizatorów Rewolucyjnych Rad Robotniczo-Chłopskich „Młot i Sierp” w rejonie Płocka. W 1941 współtworzył komitet okręgowy tej organizacji na terenie Płocka. W 1942 organizacja ta weszła w skład Polskiej Partii Robotniczej, a Kufel wszedł w Płocku w skład Okręgowego Sztabu Gwardii Ludowej (jako oficer do spraw wywiadu i operacji) oraz Komitetu Okręgowego PPR. Brał czynny udział w rozwinięciu działalności organizacji na terenie 11 powiatów na północnym Mazowszu. 25 grudnia 1943 znalazł się (będąc w stopniu sierżanta) w gronie pierwszych kawalerów Orderu Krzyża Grunwaldu. W kwietniu 1944 został oficerem łącznikowym w Sztabie Głównym Armii Ludowej. Do zadań Kufla należało utrzymanie łączności między Sztabem Głównym a sztabami obwodów AL oraz ochrona bezpieczeństwa sztabu.
Po wybuchu powstania warszawskiego walczył jako oficer w batalionie AL im. Czwartaków. Był dowódcą kompanii na Starym Mieście i Żoliborzu. W pierwszych dnia września otrzymał rozkaz przejścia do Puszczy Kampinoskiej, gdzie jego oddział liczący 22 żołnierzy przebywał do 27 września, kiedy to nastąpiło silne uderzenie Niemców. Podjęto wówczas decyzję o rozwiązaniu oddziału i indywidualnym wyjściu z okrążenia. Następnie od października 1944 pełnił funkcję komendanta Okręgu Warszawa Lewa Podmiejska AL.

#### Okres powojenny
Od lutego 1945 był oficerem Milicji Obywatelskiej. Pełnił funkcję szefa Wydziału Służby Wewnętrznej Komendy Stołecznej MO w Warszawie. W latach 1945–1946 był p.o. zastępcy komendanta wojewódzkiego MO w Katowicach ds. polityczno-wychowawczych, później komendant wojewódzki MO w Kielcach (lipiec – sierpień 1946) oraz zastępca komendanta wojewódzkiego MO w Gdańsku ds. operacyjnych (do 1947).

Komendant wojewódzki MO w Poznaniu (1947–1950) oraz szef Oddziału II Komendy Głównej MO w Warszawie (1950–1954). Od 1954 był funkcjonariuszem Ministerstwa Bezpieczeństwa Publicznego. W latach 1954–1955 był słuchaczem Wyższej Szkoły KGB w Moskwie. Od 1955 ponownie oficer Komendy Głównej Milicji Obywatelskiej – szef Oddziału Kolejowego (1955–1956), szef Inspekcji Kolejowej (1957–1958). Podczas służby w MO dosłużył się stopnia pułkownika.

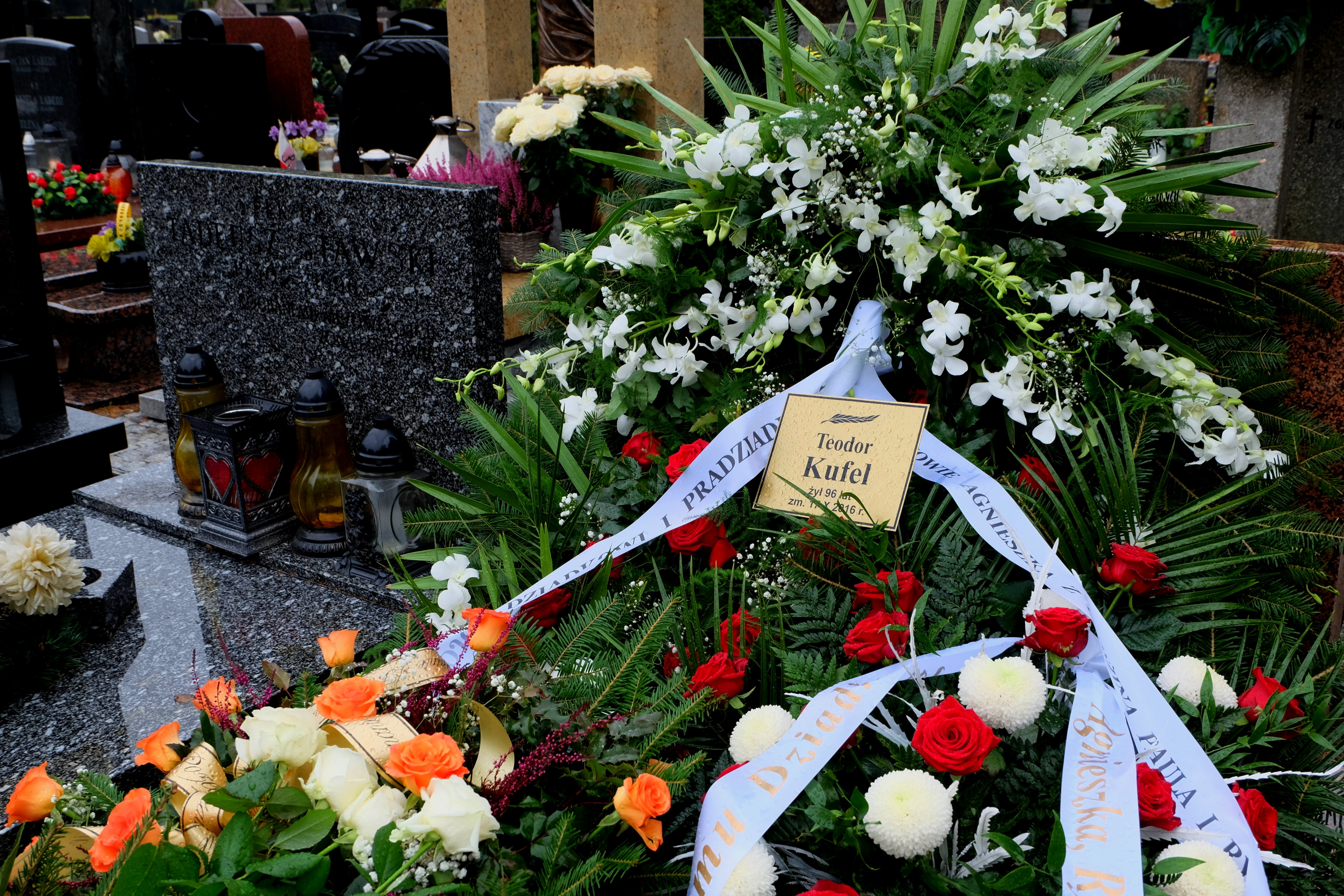
Grób gen. Teodora Kufla na Cmentarzu Wojskowym na Powązkach w Warszawie w dniu pogrzebu

W 1958 przeszedł do kontrwywiadu wojskowego wchodzącego w skład Wojskowej Służby Wewnętrznej. Objął stanowisko zastępcy szefa Zarządu I WSW (ds. kontrwywiadu wojskowego). W 1960 stanął na czele Zarządu I WSW, a od 1962 jednocześnie sprawował funkcję zastępcy szefa WSW. Po odejściu ze stanowiska gen. Aleksandra Kokoszyna w listopadzie 1964 zajął jego miejsce (jako pełniący obowiązki). Od 24 kwietnia 1965 oficjalnie jako szef Wojskowej Służby Wewnętrznej. W październiku 1965 został uchwałą Rady Państwa awansowany do stopnia generała brygady. Nominację otrzymał w Belwederze z rąk przewodniczącego Rady Państwa Edwarda Ochaba. Był jedynym Szefem WSW, który nie wywodził się ze struktur Głównego Zarządu Informacji. Za jego czasów doszło do znaczącego wzrostu znaczenia i liczebności WSW, łączącej funkcję kontrwywiadu wojskowego oraz służby dochodzeniowo-śledczej i porządkowej w WP.
W październiku 1971 mianowany generałem dywizji. Akt nominacyjny odebrał z rąk przewodniczącego Rady Państwa Józefa Cyrankiewicza. Odegrał istotną rolę w przeprowadzaniu czystek antysemickich w wojsku w latach 1967–1968. Jako były żołnierz AL należał do wpływowej grupy „partyzantów” skupionych wokół gen. Mieczysława Moczara. W kwietniu 1979 objął funkcję dyrektora generalnego w Ministerstwie Spraw Zagranicznych. 1 sierpnia 1979 został szefem Polskiej Misji Wojskowej w Berlinie Zachodnim, na stanowisku szefa WSW zastąpił go jego wieloletni zastępca i wychowanek gen. Czesław Kiszczak. Kufel wrócił z Berlina 15 marca 1981. 11 listopada 1981 został usunięty z zawodowej służby wojskowej i w wieku 61 lat przeszedł na emeryturę. Został również karnie wyrzucony z partii. W meldunku płk. Ryszarda Kuklińskiego z 15 lipca 1981 dla CIA znalazła się następująca wzmianka o gen. Kuflu: „Poprzedni szef WSW generał brygady Teodor Kufel został wezwany dyscyplinarnie z Berlina. Toczy się przeciwko niemu śledztwo i nie jest wykluczone, że zostanie ukarany za przekroczenie uprawnień i „nadużycia gospodarcze”.

### Działalność polityczna i społeczna
Członek PPR i PZPR. Delegat na IV, V, VI i VII Zjazd PZPR. Na V Zjeździe PZPR (listopad 1968) wybrany został w skład Centralnej Komisji Kontroli Partyjnej PZPR. W latach 1971–1980 był zastępcą członka Komitetu Centralnego PZPR.
Od 1972 był wiceprezesem CWKS Legia Warszawa. Był także aktywnym działaczem kombatanckim. W latach 1974–1979 członek Prezydium Rady Naczelnej Związku Bojowników o Wolność i Demokrację, w latach 1975–1979 także przewodniczący Zarządu Wojewódzkiego ZBoWiD w Warszawie. Od 2001 był członkiem Zarządu Krajowego Stowarzyszenia Kawalerów Orderu Wojennego Krzyża Grunwaldu. W latach 1996–2000 był przewodniczącym Głównej Komisji Rewizyjnej przy Krajowej Radzie Żołnierzy Armii Ludowej. Pełnił funkcję wiceprezesa Fundacji Pomocy i Promocji Kombatant, zajmującej się upowszechnianiem wiedzy o lewicowym ruchu oporu i pomocą chorym kombatantom. Należał również do Klubu Generałów WP.
Zmarł w Warszawie. Pochowany został obok zmarłej w 1996 roku żony Zofii na Cmentarzu Wojskowym na Powązkach (kwatera FII-dod.-1). Data pogrzebu nie była podana do publicznej wiadomości, pogrzeb miał charakter rodzinny i odbył się bez udziału asysty wojskowej.

## Życie prywatne
Mieszkał w Warszawie. Żonaty z Zofią Kufel z domu Pruszkowską (1927–1996). Małżeństwo miało syna.

## Opinie
Gen. Wojciech Jaruzelski następująco wyraził się o Kuflu w wywiadzie udzielonym prof. Jerzemu Poksińskiemu w 1998: „Było to o tyle dziwne (powołanie Kufla na Szefa WSW), że on znany był już dość jako człowiek niewielkiego lotu nazwijmy. Intelektualnie naprawdę bardzo, bardzo ubogi. Oczywiście miał opanowane rzemiosło, bo jednak od lat był w tym aparacie. Miał też tam jakąś kartę swoją AL-owską, z Mazowsza, jego tutaj takim bliskim przyjacielem jest Ptasiński, Jan Ptasiński”... „Kufel napisał, pisał!, pisali mu, ale jego autorstwa, książkę na temat tych działań podziemnych, partyzanckich na Mazowszu, tam dość gęsto jest od Ptasińskiego”.. „Niezależnie od tego, że był człowiekiem niskiego lotu, bardzo, to miał z kolei wokół siebie, to już później od Kiszczaka się dowiadywałem, ludzi którzy go przerastali, a jednocześnie spełniali rolę złych duchów”.

## Publikacje
- Droga walki, Wydawnictwo MON, Warszawa 1965 (Nagroda Ministra Obrony Narodowej I stopnia w dziedzinie literatury w 1967).
- Wkład Gwardii Ludowej i Armii Ludowej w dorobek ludowego Wojska Polskiego /w/ W służbie Polski socjalistycznej. XXX lat ludowego Wojska Polskiego, Wydawnictwo MON, Warszawa 1975.

## Ordery i odznaczenia
- Order Sztandaru Pracy I klasy (dwukrotnie, 1968 i 1972)
- Order Krzyża Grunwaldu III klasy (25 grudnia 1943)
- Krzyż Komandorski Orderu Odrodzenia Polski (1964)
- Krzyż Oficerski Orderu Odrodzenia Polski
- Krzyż Kawalerski Orderu Odrodzenia Polski
- Krzyż Srebrny Orderu Virtuti Militari (1945)
- Złoty Krzyż Zasługi (czterokrotnie, w tym:18 stycznia 1946[22], 11 maja 1946[23], 4 października 1946[24])
- Srebrny Krzyż Zasługi
- Krzyż Partyzancki (1951)
- Warszawski Krzyż Powstańczy (1982)[25]
- Medal 30-lecia Polski Ludowej (1974)
- Medal 40-lecia Polski Ludowej (1984)
- Medal za Warszawę 1939–1945
- Medal Zwycięstwa i Wolności 1945 (1946)
- Złoty Medal Siły Zbrojne w Służbie Ojczyzny (1968)
- Medal 10-lecia Polski Ludowej (1955)
- Medal „Za udział w walkach o Berlin” (1971)
- Złoty Medal Za Zasługi dla Obronności Kraju (1973)
- Srebrny Medal „Za zasługi dla obronności kraju” (1968)
- Brązowy Medal „Za zasługi dla obronności kraju” (1966)
- Medal Komisji Edukacji Narodowej
- Srebrna Odznaka „Za Zasługi w Ochronie Porządku Publicznego” (1976)
- Brązowa Odznaka „Za Zasługi w Ochronie Porządku Publicznego” (1973)
- Złote Odznaczenie im. Janka Krasickiego (1959)
- Odznaka 20 lat w Służbie Narodu (1964)
- Odznaka 10 lat w Służbie Narodu
- Złota Odznaka „Zasłużony Działacz Kultury Fizycznej” (1975)[26]
- Honorowa Odznaka 30-lecia PPR (1972)[27]
- Złota odznaka honorowa „Za Zasługi dla Warszawy” (1965)[28]
- Order Czerwonego Sztandaru (ZSRR, 1968)
- Order Przyjaźni Narodów (ZSRR, 1973)
- Medal „Za zwycięstwo nad Niemcami w Wielkiej Wojnie Ojczyźnianej 1941–1945” (ZSRR)
- Medal jubileuszowy „Dwudziestolecia zwycięstwa w Wielkiej Wojnie Ojczyźnianej 1941–1945” (ZSRR, 1972)
- Medal jubileuszowy „Trzydziestolecia zwycięstwa w Wielkiej Wojnie Ojczyźnianej 1941–1945” (ZSRR, 1975)
- Medal jubileuszowy „Czterdziestolecia zwycięstwa w Wielkiej Wojnie Ojczyźnianej 1941–1945” (ZSRR, 1985)
- Medal 50-lecia Zwycięstwa w Wielkiej Wojnie Ojczyźnianej 1941–1945 (Rosja, 1995)
- Odznaka „25 lat Zwycięstwa w Wielkiej Wojnie Ojczyźnianej 1941–1945” (ZSRR, 1970)[29]
- Medal jubileuszowy „60 lat Sił Zbrojnych ZSRR” (ZSRR, 1978)
- Złoty Medal Braterstwa Broni (NRD)
- Medal „Za umacnianie Przyjaźni Sił Zbrojnych” I klasy (Czechosłowacja, 1972)
- Medal „30-lecia Bułgarskiej Armii Ludowej” (Bułgaria, 1974)
- Medal Przyjaźni (Wietnam)